# キング化学
キング化学株式会社（キングかがく）は、かつて和歌山県和歌山市に存在した家庭用の化学製品を扱う中堅化学メーカーである。バスキングなど入浴剤のほか、家庭用殺虫剤、園芸用品、また一般用の農薬なども製造していた。現在、同社の事業所及び工場は白元アース和歌山工場となっており、主に入浴剤を製造している。

## 歴史
- 1885年（明治18年）    ：和歌山県有田市にて、除虫菊の栽培を創始。
- 1890年（明治23年）    ：「帝国除虫菊園」を創始。除虫菊紛の製造販売を開始。
- 1920年（大正9年）     ：「株式会社帝国除虫菊」を設立。
- 1921年（大正10年）    ：「帝国除虫菊株式会社」と改称。
- 1969年（昭和44年）    ：創立50周年を機に社名を「キング化学株式会社」と改称。
- 2003年（平成15年）10月：株式会社白元に株式を譲渡、白元の100%子会社となる。
- 2005年（平成17年）    ：明治薬品工業株式会社の製造部門を承継
- 2006年（平成18年）    ：家庭用品部門の営業部門を分離させて、白元の営業部門に統合
- 2008年（平成20年）    ：園芸事業部門が分離独立（現・キング園芸株式会社）。
- 2009年（平成21年）3月 ：親会社の白元に吸収合併され、解散。

## かつての主な商品
入浴剤
同社の主力ジャンルの一つで、企業消滅前の2006年で浴用剤国内シェア4位。親会社の白元が弱かったジャンルであったが、白元が主力商材の一角として見出しており、開発や販路を強化していた。
家庭用殺虫剤
入浴剤と並ぶ家庭用の柱。ワイパア蚊取り線香(現在はアース渦巻香に集約)など白元のOEMも多く作っていた。親会社の白元と重なるジャンルであるため、同社のOEMも多かった。
家庭用園芸用品
栄養剤や殺虫剤など。2008年以降は独立したキング園芸に事業譲渡される。
なお園芸用品を除き、同社の製品は合併後、白元が自社のブランドとして販売していたが、民事再生手続に伴う白元アース株式会社への事業譲渡に伴い、入浴剤のみ販売元が移動（のちのHERSバスラボ）、アース製薬と重なるジャンルである家庭用殺虫剤は事業譲渡と同時に生産終了、2015年9月までに全ての製品の販売を終了した。